# 김현 (신라)
김현(金現)은 신라 호원사를 지은 설화적인 인물이다. 원성왕 때 복을 빌기 위하여 흥륜사(興輪寺)에 간 그는 탑 주위를 돌다가 뒤따르는 처녀와 정을 통하고 둘은 그녀가 사는 산기슭 허름한 초가집으로 갔다. 노파가 둘을 맞이하고 얼마후 호랑이 세 마리가 나타나 김현을 잡아먹으려고 하였다. 이때 하늘에서 꾸짖는 소리가 들리며 호랑이 세 마리중 하나를 죽여 악행을 징계하려고 하였다. 이때 호랑이 처녀가 세 오라비 대신 벌을 받겠다고 자청하고 오빠들은 기회를 틈타 도망한다.
이 처녀 호랑이는 죄를 많이 지어서 하늘로부터 벌을 받아 죽게 된 몸이라고 하여 이왕이면 그에게 공을 세우고 죽기를 청하며 한 가지 꾀를 말해 주었다. 
어느 날, 성안에 사나운 호랑이가 나타나서 사람들에게 해를 입히자 왕은 호랑이를 잡아 오는 자에게 상금과 벼슬을 내리겠다고 하였다. 김현은 호랑이를 잡아 오겠다고 자원하여 호랑이를 추격하였다. 성의 북쪽 숲속에 이르자 호랑이는 다시 처녀로 변하여 자기가 죽은 뒤 절을 세워 줄 것을 청하고는 그 자리에서 김현이 차고 있던 칼로 자결하였다. 그리하여 그는 상금과 벼슬을 받았으며, 호랑이의 청에 따라 절을 지어 그 넋을 위로하였는데 호랑이가 원해서 지은 절이라 하여 호원사(虎願寺)라고 이름을 지었다.